# Joaquim Miret i Sans
Joaquim Miret i Sans (Barcelona, 17 de abril de 1858-Barcelona, 30 de diciembre de 1919) fue un historiador y académico español, miembro fundador del Instituto de Estudios Catalanes.

## Biografía
Estudió Derecho en la Universidad de Barcelona y se doctoró en Madrid con una tesis sobre los Usatges (1892). Nunca ejerció de abogado sino que se dedicó a investigar intensamente el catalán medieval popular, mediante el estudio de textos y documentos religiosos y notariales, hasta el punto de ser el descubridor del texto catalán más antiguo, las Homilías de Organyà. 
Introdujo en la historiografía catalana la confección de biografías de destacadas personalidades históricas, empezando por la de Alfonso II (1904) y culminando con la de Jaime I (1918). De entre su extensa bibliografía se pueden citar Investigación histórica sobre el vizcondado de Castellbó (1900), Sempre han tingut bec les oques. Apuntacions per la historia de les costumes privades (1905-1906), Les cases dels templers i hospitalers en Catalunya (1910) y Documents sur les juifs catalans aux XI, XII et XIII siècles (1914).  
Miret y Sans participó intensamente en la vida cultural y científica catalana y, durante diecisiete años, fue el secretario de la Real Academia de las Buenas Letras de Barcelona y el introductor del catalán en el boletín de esta institución. También fue colaborador de la Revista de la Asociación Artístico-Arqueológica de Barcelona (1898) y de la Revue Hispanique de París.
En 1907 fundó, junto con siete personas más, el Instituto de Estudios Catalanes y un año más tarde fue uno de los principales organizadores del I Congreso de Historia de la Corona de Aragón. Falleció en Barcelona.